# Пионеры (село)
Пионе́ры — село в Холмском городском округе Сахалинской области России.

## География
Село находится на берегу Татарского пролива, на расстоянии 23 км от города Холмск, административного центра округа.

## История
До 1945 года село принадлежало японскому губернаторству Карафуто и называлось Хабомай (яп. 羽母舞). После передачи Южного Сахалина СССР село 15 октября 1947 года получило современное название по организованному здесь пионерлагерю.

## Население
| 1925 | 2002 | 2010 | 2013 | 2021 |
| ---- | ---- | ---- | ---- | ---- |
| 1636 | ↘689 | ↘536 | ↘514 | ↘407 |

### Половой состав
Согласно результатам переписи 2002 года в селе проживало 689 человек (334 мужчины и 355 женщин).

### Национальный состав
Согласно результатам переписи 2002 года, в национальной структуре населения русские составляли 93 %.

## Улицы
| - ул. Вокзальная, - ул. ДОС, - ул. Железнодорожная, | - ул. Капитанская, - ул. Привокзальная, - ул. Холмская, | - ул. Центральная, - ул. Школьная, - пер. Школьный. |

## Транспорт
В селе расположена станция Пионеры-Сахалинские Сахалинского региона Дальневосточной железной дороги.